# Heinrich von Brömbsen
Heinrich von Brömbsen, auch Hinrich (* 1673 in Lübeck; † 28. April 1732 ebenda) war ein deutscher Bürgermeister der Hansestadt Lübeck.

## Leben
Brömbsen studierte von 1692 bis 1695 an der Universität Leipzig und in Halberstadt. Danach begab er sich auf die damals übliche Grand Tour. 1697 ließ er sich in Lübeck nieder und wurde 1717 Ratsherr. Als Gesandter vertrat er ebenfalls 1717 Lübeck gemeinsam mit dem Ratsherrn Heinrich Balemann beim dänischen König Friedrich IV. auf Schloss Gottorf. Im Rat wurde er 1728 zu einem der Bürgermeister bestimmt. 
Über seine Ehefrau beerbte er seinen Schwiegervater, den Ratsherrn Heinrich Diedrich Kerckring, der seinerseits Schwiegersohn von Andreas Albrecht von Brömbsen war. Er wurde so Eigentümer von Niendorf und Reecke. Als Erbherr von Krummesse gehörte ihm auch die Brömbsenmühle. Er wurde der Familientradition entsprechend 1699 Mitglied der Zirkelgesellschaft. Als eines Vorstehers der Ägidienkirche schmückt sein Wappen mit denen der anderen Vorsteher des Jahres 1715 den Orgelprospekt.
Von seinen Söhnen erbte Heinrich († 1757) Niendorf und Andreas Albrecht (1703–1757), der 1750 ebenfalls Bürgermeister wurde, Krummesse. Christian († 1759) ging nach Holstein und erwarb Nütschau.